# Amokfahrt von Graz 2015

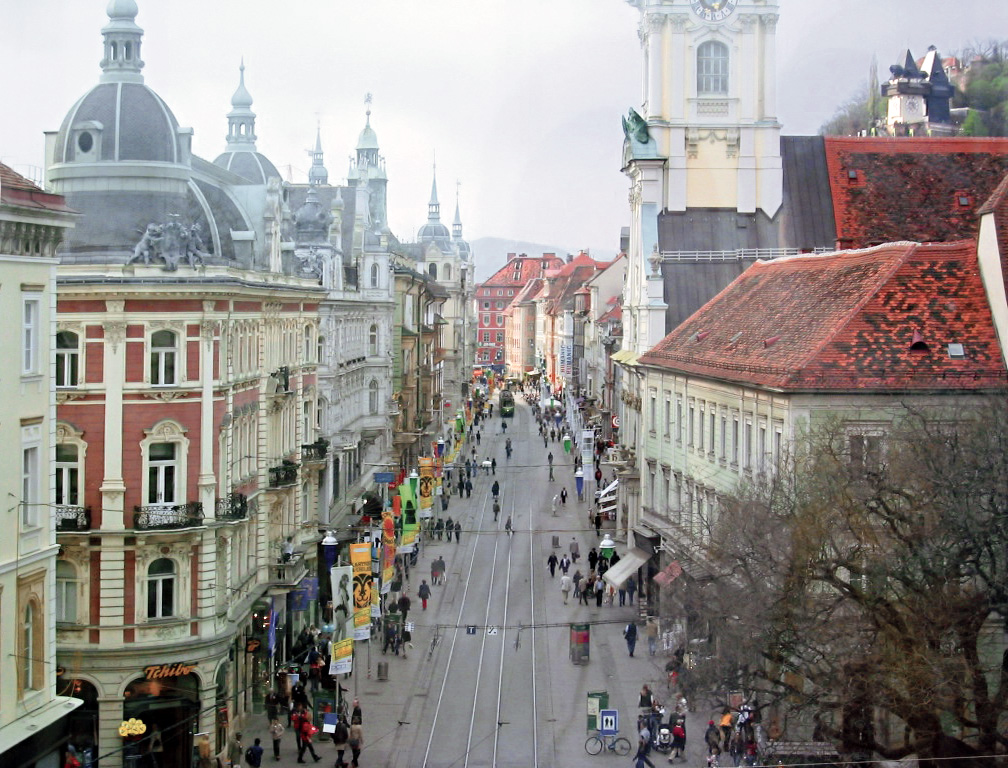
Die Grazer Herrengasse, einer der Tatorte (Foto von 2003)

Bei der Amokfahrt von Graz am 20. Juni 2015 fuhr ein 26-Jähriger mit einem SUV und hoher Geschwindigkeit durch die Grazer Innenstadt. Dabei tötete er drei Menschen und verletzte 36 weitere.
Der Täter wurde für schuldfähig befunden und zu einer lebenslangen Freiheitsstrafe verurteilt. Im September 2023 beging er in Haft Suizid.

## Tathergang

Route der Amokfahrt durch Graz

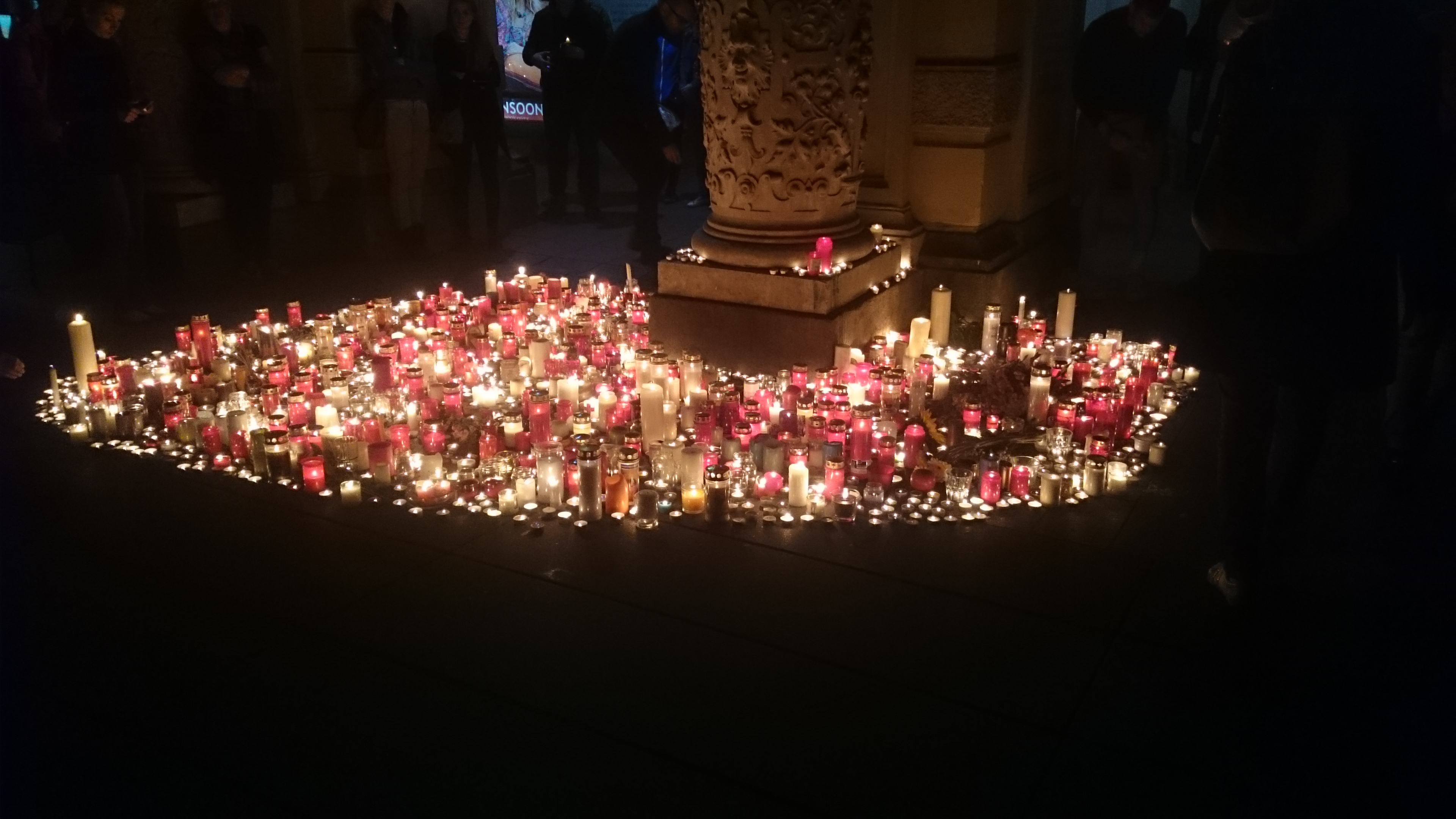
Spontanes Gedenken vor dem Grazer Rathaus am Abend des 20. Juni

Die Amokfahrt in der Grazer Innenstadt führte ab 12:15 Uhr vom Griesplatz zum Hauptplatz und schließlich in die Schmiedgasse, wobei der Fahrer mit seinem grünen SUV vom Typ Daewoo Rexton vorsätzlich Fußgänger und Fahrradfahrer an- und überfuhr. Drei Personen wurden tödlich verletzt, darunter ein vierjähriges Kind. Weitere 36 Personen wurden teilweise schwer verletzt, darunter ein Mann (75), der acht Monate später in der Reha-Klinik verstarb. Während seiner Amokfahrt sprang der Fahrer außerdem vor einem Supermarkt in der Grazbachgasse kurz aus dem Auto, griff zwei Menschen mit einem Messer an und verletzte diese teils schwer. In der Schmiedgasse auf Höhe der Polizeiinspektion beendete er schließlich die Fahrt und konnte von der Polizei festgenommen werden. Neben der Polizei, international in Zusammenarbeit mit Interpol, untersuchte auch das Bundesamt für Verfassungsschutz und Terrorismusbekämpfung den Fall, um religiöse Hintergründe für die Tat ausschließen zu können.

### Strecke der Amokfahrt
Die Amokfahrt führte vom Griesplatz über die Zweiglgasse, Augartenbrücke, Grazbachgasse, den Dietrichsteinplatz, die Schlögelgasse, Luthergasse, Girardigasse, Hamerlinggasse, Hans-Sachs-Gasse und die Herrengasse zum Hauptplatz bis zur Murgasse und schließlich in die Schmiedgasse. Die in Summe etwa zweieinhalb Kilometer lange Fahrtstrecke verlief ab Griesplatz bis zur Girardigasse anderthalb Kilometer weit durch zweispurige Einbahnen, nur die Girardigasse ist überwiegend eine einspurige Einbahn. Die Hamerlinggasse ist üblicherweise sehr verkehrsarm, da mit der Hans-Sachs-Gasse die Fußgängerzone beginnt. Hier liegt Streckenkilometer 1,7. In der Fußgängerzone Herrengasse verläuft mittig eine niveaugleiche zweispurige Straßenbahntrasse, streckenweise flankiert von Fahnenmasten oder Schanigärten, am Hauptplatz bestehen niedrige Haltestellen-Gehsteigkanten. Alleine der erste Streckenabschnitt in der Schmiedgasse entlang des Rathauses war damals noch keine Fußgängerzone. Der Amokfahrer befuhr in der Zweiglgasse und Grazbachgasse auch zumindest drei Gehsteige. Ein versenkbarer Poller, der vor vielen Jahren am nördlichen Ende der Hamerlinggasse Autos aus der Fußgängerzone aussperren sollte, wurde nach Fehlfunktion und Beschwerden stillgelegt und später wieder entfernt.
Die höchste Geschwindigkeit – von Zeugen auf bis rund 100 km/h geschätzt – soll der Amokfahrer auf der Geraden der Herrengasse, von der Hans-Sachs-Gasse bis zum Hauptplatz verlaufend, erreicht haben.
Ein veröffentlichtes Überwachungsvideo zeigt, dass der Wagen etwa zehn Meter vor dem Schanigarten des Cafe Gino-Muhr, Hauptplatz 17, am nördlichen Ende der Herrengasse nicht auf der für Straßenbahnen und Kfz-Verkehr freigehaltenen etwa mittigen Trasse der Herrengasse fuhr, sondern in nur zwei bis zuletzt ein Meter Abstand von der östlichen Hausfassade in die etwa drei Meter breite Fußgängertrasse zwischen Schanigarten und Hauswand einfuhr. Auf den drei Bildern sind etwa acht seitlich weglaufende Menschen zu sehen, sowie eine Frau, die mit einem Kinderwagen-Buggy zur Hauswand fährt und sich an diese drängt, als der Wagen in anderthalb Meter Abstand nordwärts passiert.

## Gerichtsprozess und Polizeiakt
Nach erfolgten Ermittlungen begann am 20. September 2016, genau 15 Monate nach der Tat, die auf 9 Tage anberaumte Hauptverhandlung am Landesgericht vor einem Geschworenengericht. Staatsanwalt und Haftrichter bestellten unterschiedliche Gutachter, die zu unterschiedlichen Ergebnissen kamen. Dadurch wurde das Urteil eines Obergutachters nötig, der den Täter als nicht zurechnungsfähig einstufte.

### Untersuchungshaft und forensisch-therapeutische Unterbringung
Nach seiner Verhaftung wurde der Amokfahrer in Untersuchungshaft genommen und in die Justizanstalt Graz-Jakomini eingeliefert. Er zeigte dort ein sehr aggressives und unkooperatives Verhalten, sodass er in einem gesicherten Haftraum untergebracht werden musste. Die Anstaltsleitung von Graz-Jakomini beantragte die Verlegung des U-Häftlings in die Justizanstalt Wien-Josefstadt. Als Gründe wurden zum einen die große Emotionalität in der Grazer Justizanstalt bei Personal und Insassen, zum anderen die suizidalen Tendenzen des Amokfahrers genannt. Verlegt wurde Alen R. schließlich in die Sonderanstalt JA Göllersdorf. Der Täter befand sich bis Juni 2016 in Untersuchungshaft und wurde im direkten Anschluss in die forensisch-therapeutische Abteilung des LKH Graz II Standort Süd eingewiesen.

### Hintergründe
Der zum Tatzeitpunkt 26-jährige Alen R. war als Vierjähriger mit den Eltern vor dem Bosnienkrieg nach Österreich geflohen und erhielt die österreichische Staatsbürgerschaft. Ursprünglich stammt die Familie aus Bihać. Er arbeitete als Kraftfahrer und lebte mit seiner Frau und seinen zwei Kindern in Kalsdorf bei Graz. Am 28. Mai 2015 wurde er für zwei Wochen wegen häuslicher Gewalt aus der gemeinsamen Wohnung verwiesen, seine Frau wurde von der Polizei in einem Frauenhaus untergebracht. Die Polizei bestätigte für ihn ein Betretungsverbot der Wohnstätte seiner Familie. Am 1. Februar 2016 wurde die Ehe einvernehmlich geschieden.
Im Prozess behauptete Alen R., Christ zu sein. Eine Nachfrage der beisitzenden Richterin, ob er getauft worden sei, verneinte er. Bei Durchsuchung seiner Wohnung durch die Polizei war als einziges Buch der Koran gefunden worden, R. gab an, dass dieser seiner Frau gehöre. Die Festplatte seines PCs hatte Alen R. anscheinend vor seiner Amokfahrt mit einer speziellen Software gelöscht, so dass sie nicht mehr rekonstruierbar war. Alen R. war mit dem in einem anderen Prozess verurteilten IS-Prediger Fikret B. befreundet. Die ehemalige Ehefrau beschrieb bei ihrer Aussage eine Prügelei der beiden mit rumänischen Kunden ihres Fahrzeughandels. Auch bei seiner Ersteinvernahme noch am Tattag hatte er gegenüber den Polizisten geäußert: „Mein Gott wird euch bestrafen“ und erklärt, Muslim zu sein. Jedoch widerrief er diese Behauptung einen Tag später. Der Gutachter Walzl beschrieb am siebenten Prozesstag, dass Alen R. ein Kreuz getragen und im Koran gelesen habe, sowie eine protokollierte Aussage von ihm zu seinem Glauben: „Jesus Christus oder Allah, irgendeiner von denen wird es schon sein.“

### Prozess

#### Aussagen des Täters und Zeugenaussagen
Im Prozess behauptete Alen R., aus Angst gehandelt zu haben. Er habe sich verfolgt und von seinem Schwiegervater bedroht gefühlt, sei von seiner (ins Frauenhaus geflohenen) Frau unterdrückt worden, diese habe auch versucht ihn zu vergiften und der Auslöser für seine Amokfahrt seien Schüsse gewesen, die er glaubte gehört zu haben. Er habe in Panik psychotisch gehandelt, könne sich an nichts erinnern und habe nur die nächste Polizeiinspektion aufsuchen wollen. Daneben gab er am ersten Prozesstag an, selbst Opfer zu sein, und erklärte am vierten Prozesstag, dies mit seiner weißen Kleidung vor Gericht indirekt unterstreichen zu wollen. Außerdem habe er die Kontrolle über seinen Wagen verloren und das Gas- mit dem Bremspedal verwechselt. Dass er auch kurz ausgestiegen und mit einem kleinen Messer auf ein von ihm angefahrenes Paar eingestochen hatte (der Ehemann des frisch verheirateten Paares war das erste Todesopfer), erklärte Alen R. damit, dass er sich von diesen bedroht gefühlt habe, weil sie sich so nahe an seinem Autofenster befunden hatten.
Dieser Darstellung widersprachen jedoch zahlreiche Zeugen, die aussagten, dass Alen R. zielgerichtet auf Menschen zugefahren und geschickt Hindernissen (Hydrant, Laternen, Betonbänke, Fahnenmasten, Werbesäulen usw.) ausgewichen sei. Ein paar Zeugen erklärten sogar, ihn mit einem Arm lässig aus dem offenen Fenster gelehnt beim Lenken seines Autos beobachtet zu haben. Außerdem wurde er dabei gefilmt und gesehen, wie er während der Amokfahrt beim Einbiegen in die Grazbachgasse an einer roten Ampel anhielt und ordnungsgemäß den Blinker betätigte. In der Stubenberggasse wurde Alen R. dabei gesehen, wie er mit seinem Geländewagen umdrehte, da dort eine Baustelle die Straße blockierte. Dabei musste er in der engen Gasse mehrmals reversieren. Auch hier wurde sein Fahrstil von den Zeugen als zielgerichtet und geschickt beschrieben.
Von zahlreichen Zeugen der Amokfahrt in der Herrengasse wurde beschrieben, dass Alen R. dort absichtlich nicht die Fahrbahn oder das Gleisbett der Straßenbahn gewählt hatte, sondern seinen Wagen zielgerichtet auf den relativ schmalen, aber von Fußgängern stark frequentierten Gehbereich entlang der Einkaufsgeschäfte gelenkt hatte und dabei auch ein paar gut besuchte Schanigärten durchfuhr. Dort verursachte er auch die meisten Verletzten (einige davon schwer) sowie zwei der drei Todesopfer (einen 4-jährigen Buben und eine 53-jährige alleinlebende Grazerin, die erst Wochen nach der Fahrt identifiziert werden konnte). Außerdem gaben die Zeugen übereinstimmend an, dass Alen R. dort mit seinem SUV noch stark beschleunigt hatte, und schätzten die Geschwindigkeit auf 50–80 km/h. Ein Zeuge am 4. Prozesstag und einer am 5. Prozesstag erklärten jeweils, dass Alen R. bei seiner Fahrt in der Herrengasse sogar gelacht habe, als er in die Menschenmenge fuhr. Eine ähnliche Beobachtung hatte ein anderer Zeuge der Fahrt in der Zweiglgasse bereits am zweiten Prozesstag beschrieben.

#### Unterschiedliche Diagnosen und Gutachten
Schon im Vorfeld hatte der Prozess für Aufmerksamkeit gesorgt, da es unterschiedliche Diagnosen über den Gesundheitszustand von Alen R. gab. Der von der Staatsanwaltschaft beauftragte Gutachter Peter Hofmann diagnostizierte bei Alen R. Schizophrenie und erklärte ihn zum Tatzeitpunkt als nicht zurechnungsfähig sowie nicht prozessfähig. Die Opferanwälte beauftragten daraufhin den Gutachter Manfred Walzl, der bei Alen R. eine Persönlichkeitsstörung mit psychotischen Schüben diagnostizierte und ihn für sowohl zurechnungsfähig als auch prozessfähig hielt. Daraufhin wurde als Obergutachter aus Deutschland Jürgen Müller beauftragt, der sich in seinem Gutachten der Diagnose des Erstgutachters Hofmann anschloss. Auf Grund der divergierenden Gutachten kam es jedoch trotzdem zum Prozess. Da das von der Staatsanwaltschaft beauftragte Gutachten Alen R. jedoch für nicht zurechnungsfähig befunden hatte, wurde er von den Staatsanwälten in der Klageschrift nicht als „Angeklagter“, sondern als „Betroffener“ bezeichnet.
Vor Gericht verteidigten die Gutachter jeweils ihre Diagnose. Die Schizophrenie-Diagnose wurde durch Aussagen vom Leiter und von Ärzten der Justizanstalt Göllersdorf bekräftigt, diese hatten Alen R. allerdings oft nur kurze Zeit unter Medikamenteneinfluss betreut und beriefen sich auch auf Schilderungen der Pfleger. Gemäß den Schizophrenie-Gutachten habe Alen R. die Menschen überfahren, da er in ihnen Verfolger gesehen habe. Als Beleg für die Diagnose wurde vor allem seine widerstandslose Festnahme bei der Polizeistation Schmiedgasse angeführt. Dort habe sich der Amokfahrer in Sicherheit vor seinen Verfolgern geglaubt und darum seine Fahrt beendet. Auch das von Zeugen beobachtete Lachen des Täters während der Fahrt wurde von Gutachter Hofmann als nicht seiner Diagnose widersprechend erklärt, da es bei Schizophrenie zu inadäquaten Verhaltensweisen und Gesichtsausdrücken kommen könne. Dass Alen R. jedoch trotz angeblicher Verfolgungsangst bei seinem ersten Opfer aus seinem Auto ausgestiegen und dieses niedergestochen hatte, konnte Gutachter Müller nur als atypisch bezeichnen: „das passt nicht in diese Kette hinein“. Auf Frage der Geschworenen, ob Alen R. die von den Gutachtern geschilderten Symptome auch vorspielen könnte, erklärten sowohl Hofmann als auch Müller, sich „ganz sicher“ zu sein, dass dies nicht der Fall sei. Kurz darauf schwächten sie ihre Aussagen allerdings ab. So sei es zwar theoretisch möglich, dazu müsse man sich aber sehr gut im Gebiet der Psychiatrie auskennen und auf Grund ihrer langjährigen Erfahrung hielten sie es für unwahrscheinlich. Die Nachfrage des Richters, warum man Alen R. als nicht verhandlungsfähig diagnostiziert habe, dieser aber offensichtlich ohne Vorkommnisse an allen Prozesstagen teilnehmen konnte, wurde damit erklärt, dass er starke Beruhigungsmittel sowie das Neuroleptikum Risperdal in hohen Dosen bekommen habe.
Gutachter Walzl wiederum blieb auch bei seiner Diagnose einer Persönlichkeitsstörung. Alen R. sei zum Tatzeitpunkt zwar psychotisch, aber zurechnungsfähig gewesen. Auslöser sei die Flucht seiner Ehefrau ins Frauenhaus gewesen. Dafür habe er der Gesellschaft die Schuld gegeben und sich an ihr rächen wollen. Seine Diagnose wurde vor Gericht durch die Aussage des Psychiaters Lapornik gestützt, der Alen R. als erster Psychiater nach dem Tattag und im Gegensatz zu den Gutachtern noch ohne Medikamenteneinfluss befragen konnte. Auch Lapornik diagnostizierte eine Persönlichkeitsstörung, deren psychotische Phase bereits wieder abgeklungen sei, und verschrieb Alen R. nur Schmerzmittel, da dieser sich über Rückenschmerzen beklagte. Überhaupt sei Alen R. sehr aufbrausend und selbstbezogen mit ausgeprägter Forderungshaltung, während er gegenüber den Leiden anderer gleichgültig war. Als Beleg dafür wurden von Lapornik mehrere Szenen geschildert. So habe ein Besuch der Mutter abgebrochen werden müssen, weil Alen R. nach der Aufforderung Deutsch zu sprechen „in einen Erregungszustand“ versetzt worden sei. Bei der Aufforderung eines Justizbeamten an Alen R., seine Zigarette auszumachen, weil die Vernehmung weitergehen sollte, sei dieser „regelrecht explodiert“ und habe gerufen: „Ich wurde behandelt wie ein Zigeuner, Juden kann man so behandeln.“ Auch eine Blutabnahme konnte nur unter Zwang durchgeführt werden, Alen R. beschimpfte dabei die Polizisten als „Faschistenpolizei“ und erklärte „bei der Gelegenheit könnt ihr eine Spermaprobe gleich auch abnehmen“. Die Möglichkeit, dass Alen R. gewisse Symptome nur vortäuschte, bezeichneten sowohl Lapornik als auch Walzl als „denkmöglich“ bzw. „möglich“. Auch die Ex-Ehefrau von Alen R. erhob in ihrer Aussage den Vorwurf, dass dieser ein Schauspiel inszeniere.
Die am letzten Prozesstag aussagende klinische Psychologin Anita Raiger diagnostizierte Alen R. ebenfalls als zurechnungsfähig mit „psychopathischer Störung“. So zeige er eine „ausgeprägte Lügenbereitschaft“ und habe ein „deckungsgleiches Profil“ mit Amokläufern, wobei Raiger keine Psychose bei Alen R. sah. Psychosen hätten nur 20 % der Amokläufer, für sie gehöre R. zu den anderen 80 %. Als Motiv für den Amoklauf führte Raiger Monika Lüpperts Buch „Modell der hegemonialen Männlichkeit“ an, deren Zuschreibungen sie alle bei R. verwirklicht sah. So habe sich dieser als „Erzeuger, Ernährer und Beschützer“ gesehen und habe das Verlassenwerden durch die Ehefrau als Demütigung und Kränkung empfunden. Diese Gefühle seien dann in Hass und Wut umgeschlagen und hätten bei R. zu dem Wunsch geführt, sich an der Gesellschaft rächen zu wollen.

### Urteil
Der Täter wurde am 29. September 2016 entgegen der Mehrheitsmeinung der Gutachter vom Geschworenengericht einstimmig für zum Tatzeitpunkt zurechnungsfähig befunden und wegen dreifachen Mordes und 108-fachen Mordversuches zu lebenslanger Haft verurteilt. Die Anwältin der Verteidigung legte Nichtigkeitsbeschwerde ein. Der oberste Gerichtshof wies diese Nichtigkeitsbeschwerde im April 2017 ab und wies die Entscheidung über die Strafberufung dem Oberlandesgericht Wien zu, welches im Juni 2017 die lebenslange Haftstrafe bestätigte.

### Tod
Am Morgen des 23. September 2023 wurde Alen R. tot in seiner Einzelzelle in der Justizanstalt Stein aufgefunden. Er hinterließ einen Abschiedsbrief, ein Suizid wird angenommen.

## Reaktionen

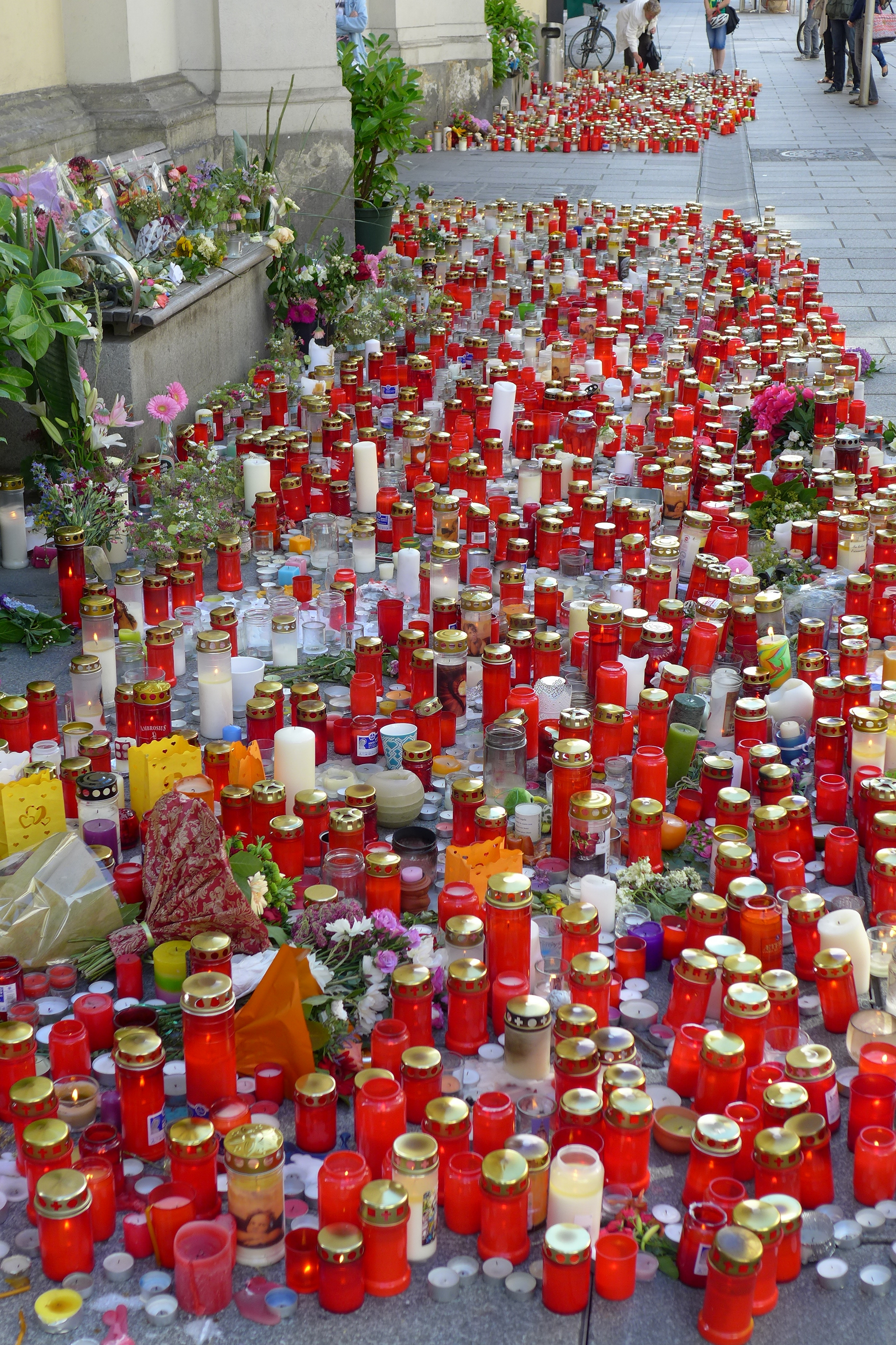
Ort des Gedenkens in der Herrengasse vor der Grazer Stadtpfarrkirche (22. Juni 2015)

Der steirische Landeshauptmann Hermann Schützenhöfer  verurteilte das Geschehene als „abscheuliche Tat, für die es weder eine Erklärung noch eine Entschuldigung gebe.“ Der Grazer Bürgermeister Siegfried Nagl, der Augenzeuge der Amokfahrt war, bezeichnete das Ereignis als „traurigsten Tag für Graz“.
Der Bischof der Diözese Graz-Seckau Wilhelm Krautwaschl sagte: „Wir können für das keine Worte finden, was heute in der Innenstadt von Graz passiert ist. Stehen wir auch in diesen schweren Stunden zusammen. Unsere Gedanken und Gebete gelten jenen, die von diesem Anschlag betroffen sind und jenen, die helfend vor Ort sind.“
Zum Gedenken wurde am selben Tag eine Gedenkmesse in der Grazer Stadtpfarrkirche gefeiert, an der unter anderem Spitzenvertreter der Steiermärkischen Landesregierung und der Stadtregierung sowie geistliche Vertreter der römisch-katholischen Kirche und orthodoxen Kirchen teilnahmen. Die Messe wurde von Stadtpfarrpropst Christian Leibnitz gelesen. Andere Veranstaltungen wurden abgesagt, etwa ein Vorbereitungsspiel von SK Sturm Graz, der Multikulti-Ball und die Abschiedsgala für die scheidende Schauspieldirektorin des Schauspielhauses Graz, Anna Badora.

### Gedenkmarsch am Sonntag, 28. Juni 2015
Im Eindruck der Ereignisse veranstaltete die Stadt Graz gemeinsam mit dem Land Steiermark am Sonntag, 28. Juni 2015, einen Gedenkmarsch, der um 16:45 Uhr am Griesplatz startete, via Zweigl-, Grazbach- und später Herrengasse teilweise der Route der Amokfahrt entlangführte, jedoch via Wielandgasse, Joanneumring über breitere Straßen abkürzte. Am Hauptplatz erfolgten Ansprachen von Vertretern der Religionsgemeinschaften, von Bürgermeister Siegfried Nagl, Landeshauptmann Hermann Schützenhöfer, Bundeskanzler Werner Faymann und Bundespräsident Heinz Fischer. Den Marsch führten die politischen Spitzen an, rund 7000 Menschen gingen mit. Am Hauptplatz und vor einer von mehreren Videoleinwänden in der Herrengasse versammelten sich etwa 12.000 Menschen zu Musikdarbietungen und Ansprachen.

### Kritik an den Ermittlungen
Laut der Wochenzeitung Falter zeigen sich besorgniserregende Lücken bei den Ermittlungen der Polizei. Eine vollständige Hausdurchsuchung gab es erst neun Tage nach der Amokfahrt, Handy-SIM-Karten und Kontoeingänge wurden nur mangelhaft überprüft. Die Aufzeichnungen der Polizei enthalten Aussagen, die auf einen möglichen Verfolgungswahn schließen lassen, allerdings wurde Hinweisen auf einen eventuellen religiösen Wahn nicht genauer nachgegangen. Die mittlerweile geschiedene Frau des Täters gab an, dass sie gezwungen worden sei, eine Burka zu tragen, und ihr damaliger Mann habe sechsmal in der Woche eine Moschee in Graz besucht. R. bestritt dies.